# Phradis interstitialis
Phradis interstitialis là một loài tò vò trong họ Ichneumonidae.